# Aliannis Urgellés
Aliannis Urgellés (né le 25 juin 1985 à Baracoa à Cuba) est un footballeur international cubain, qui évolue au poste de défenseur.

## Biographie

### Carrière en sélection
Convoqué pour la première fois en équipe de Cuba pour affronter le Guyana, lors d'une double confrontation amicale, les 22 et 24 février 2008, Urgellés y joue 44 matchs (pour 2 buts inscrits) jusqu'en 2013. 
Il figure notamment dans le groupe des sélectionnés lors des Gold Cup de 2011 et 2013 et participe aux éliminatoires des Coupes du monde de 2010 et 2014 (sept matchs disputés pour un but marqué).

#### Buts en sélection
| Buts en sélection d'Aliannis Urgellés | Buts en sélection d'Aliannis Urgellés | Buts en sélection d'Aliannis Urgellés                         | Buts en sélection d'Aliannis Urgellés | Buts en sélection d'Aliannis Urgellés | Buts en sélection d'Aliannis Urgellés | Buts en sélection d'Aliannis Urgellés |
|                                       | Date                                  | Lieu                                                          | Adversaire                            | Score                                 | Résultat                              | Compétition                           |
| ------------------------------------- | ------------------------------------- | ------------------------------------------------------------- | ------------------------------------- | ------------------------------------- | ------------------------------------- | ------------------------------------- |
| 1.                                    | 15 octobre 2008                       | Estadio Pedro Marrero, La Havane (Cuba)                       | Guatemala                             | 2-1                                   | 2-1                                   | QCM 2010                              |
| 2.                                    | 12 décembre 2012                      | Sir Vivian Richards Stadium, North Sound (Antigua-et-Barbuda) | Jamaïque                              | 1-0                                   | 1-0                                   | CAR 2012                              |

NB : Les scores sont affichés sans tenir compte du sens conventionnel en cas de match à l'extérieur (Cuba-Adversaire).

## Palmarès
| - FC Guantánamo : - Vice-champion de Cuba en 2011. | - Cuba : - Vainqueur de la Coupe caribéenne des nations en 2012. | - FC Guantánamo : - Meilleur buteur du championnat de Cuba en 2011 (nombre de buts inconnu). |